# Malta (Nowy Jork)
Malta – town w Stanach Zjednoczonych, w stanie Nowy Jork, w hrabstwie Saratoga.
Powierzchnia town wynosi 31,45 mi² (około 81,5 km²). W 2010 roku jego populacja wynosiła 14 765 osób, a liczba gospodarstw domowych: 6821. W 2000 roku zamieszkiwało je 13 005 osób, a w 1990 mieszkańców było 11 709.
W obrębie town leży village Round Lake.